# Pheidole ocior
Pheidole ocior är en myrart som beskrevs av Auguste-Henri Forel 1915. Pheidole ocior ingår i släktet Pheidole och familjen myror. Inga underarter finns listade i Catalogue of Life.